# Fusionsmuseum
I et fusionsmuseum er flere museer gået sammen om i fællesskab at drive og administrere deres oftest lokale museer.
Man vurderede på et tidspunkt i den daværende Kulturarvsstyrelse at kommunesammenlægningen i 2007 måske ville motivere de sammenlagte kommuner til at fremskynde en fusion af statsanerkendte museer fra de gamle kommuner. Museumsloven blev justeret så det ikke ramte museerne økonomisk at de blev lagt sammen.
I 2010 refereres Kulturarvsstyrelsen for at mere end 40 statsanerkendte museer er indgået i større eller mindre fusioner siden 2006.

## Eksempler på danske fusionsmuseer
- De Kulturhistoriske Museer i Holstebro Kommune
- Museum Amager
- Museum Lolland-Falster[3]
- Museum Salling
- Museum Silkeborg[4]
- Museum Sydøstdanmark[5]
- Museum Vestsjælland
- Museum Østjylland [6]
- Nordjyllands Kystmuseum
- Odense Bys Museer
- Ringkøbing-Skjern Museum [7]
- Roskilde Museum
- Statens Forsvarshistoriske Museum
- Statens Naturhistoriske Museum
- Sydvestjyske Museer
- Østfyns Museer[8]